# Kyle Beckerman
Kyle Robert Beckerman (* 23. dubna 1982 Crofton) je americký fotbalový záložník. Se 488 zápasy je na druhém místě v Major League Soccer v počtu odehraných zápasů.

## Klubová kariéra
Beckerman začínal s fotbalem v lokálních marylandských klubech. Je jedním z prvních absolventů IMG Academy. V červnu 2000 podepsal nováčkovskou smlouvu s Major League Soccer, po několika dnech ho přijal tým Miami Fusion. V první sezoně odehrál pouze 110 minut a kvůli zlomenině v noze pouhých 14 minut v sezoně 2001. Fusion ale kvůli ekonomické situaci ligy museli zaniknout a v tzv. Dispersal draftu byl vybrán na 11. místě Coloradem. V sezoně 2002 si opět příliš nezahrál, zaznamenal pouze 477 minut ve 14 zápasech. Sezona 2003 pro něj byla ale přelomová, 24× byl v základní sestavě Rapids, odehrál 2124 minut a zaznamenal pět asistencí. Od roku 2003 byl stabilním členem základní sestavy a v roce 2006 byl se sedmi góly a čtyřmi asistencemi jedním z nejproduktivnějších hráčů Colorada. Dne 16. července 2007 byl vyměněn do Realu Salt Lake za Mehdiho Ballouchyho. Navzdory tomu, že se k týmu připojil v průběhu již rozběhnuté sezony, stal se jedním z lídrů týmu a začátkem sezony 2008 byl jmenován kapitánem RSL. V témže roce nastoupil do 38 zápasů a pomohl k týmu k historicky prvnímu postupu do playoff (RSL vypadli ve finále konference s New York Red Bulls). V roce 2009 se stal nejmladším hráčem historie MLS, který nastoupil do 200 utkání. RSL v sezoně zaznamenali 11 výher, 7 remíz a 12 proher a pouze o skóre postoupili do playoff. V semifinále konference senzačně vyřadili vítěze MLS Supporters' Shieldu Columbus, ve finále konference na penalty udolali Chicago Fire a stejným způsobem ve finále ligy přemohli Los Angeles Galaxy (i přesto, že Beckerman penaltu v rozstřelu neproměnil) a oslavili senzační titul.